# Frederic L. Holmes
Frederic Lawrence Holmes (Cincinnati, 1932-New Haven, 2003) fue un historiador de la ciencia y de la medicina estadounidense.

## Biografía
Nacido en 1932 en Cincinnati, estado de Ohio, cursó estudios en el Instituto Tecnológico de Massachusetts y se doctoró en Harvard en 1962, pasando posteriormente buena parte de su carrera en Yale. Falleció en New Haven, Connecticut, el 27 de marzo de 2003.
Fue autor de obras como Claude Bernard and Animal Chemistry: The Emergence of a Scientist (1974), Lavoisier and the Chemistry of Life (1985), los dos volúmenes sobre Hans Krebs Hans Krebs: the Formation of a Scientific Life, 1900-1933 (1991) y Hans Krebs: Architect of Intermediary Metabolism, 1933-1937 (1993), Meselson, Stahl, and the Replication of DNA: A History of the Most Beautiful Experiment in Biology (2001) o Investigative Pathways: Patterns and Stages in the Careers of Experimental Scientists (2004), entre otras.
Fue editor de obras como The investigative enterprise: experimental physiology in nineteenth-century medicine (1988), junto a William Coleman, Instruments and Experimentation in the History of Chemistry (2002), junto a Trevor H. Levere, entre otras. Obtuvo el Premio Pfizer en 1975.